# Бакутин, Михаил Яковлевич
Михаил Яковлевич Бакутин (16 октября 1919, д. Нератное, Тульская губерния – 27 апреля 1980) — советский государственный и политический деятель, председатель Новосибирского областного исполнительного комитета.

## Биография
Родился в 1919 году в деревне Нератное Тульской губернии. Член ВКП(б).
С 1950 года — на общественной и политической работе. В 1950—1967 гг. — секретарь Кировского райкома РКП (б) г. Новосибирска, первый секретарь Новосибирского горкома КПСС, председатель Новосибирского промышленного облисполкома, на должности по созданию Новосибирского научного центра — Сибирского отделения Академии наук СССР.
Избирался депутатом Верховного Совета РСФСР 6-го созыва.
Умер в 1980 году. Похоронен на Заельцовском кладбище (кв. 37).